# Castell de Viacamp
Castell de Viacamp är ett slott i Spanien.   Det ligger i provinsen Provincia de Huesca och regionen Aragonien, i den nordöstra delen av landet, 400 km nordost om huvudstaden Madrid. Castell de Viacamp ligger 942 meter över havet.
Terrängen runt Castell de Viacamp är huvudsakligen lite kuperad. Castell de Viacamp ligger uppe på en höjd. Trakten runt Castell de Viacamp är nära nog obefolkad, med mindre än två invånare per kvadratkilometer. Närmaste större samhälle är Benavarri / Benabarre, 11,2 km väster om Castell de Viacamp. 